# Platichthys flesus
Platichthys flesus (nome comune passera pianuzza o semplicemente passera) è un pesce di mare della famiglia Pleuronectidae.

## Distribuzione e habitat
Questa specie ha una distribuzione di tipo disgiunto, infatti ha un areale principale nel Nord Atlantico dal mar Bianco allo stretto di Gibilterra, compresi il mar Baltico occidentale ed il mar del Nord, ed uno secondario o relitto nel nord Adriatico e nei mari Nero e d'Azov. Durante le glaciazioni probabilmente quest'areale era unico, poi, con il progressivo riscaldamento del clima, questi pesci sono potuti sopravvivere solo nelle aree più fredde e dissalate come l'Adriatico ed il mar Nero.

Vive su fondi sabbiosi e fangosi, a basse profondità, essendo una specie assai eurialina si trova nelle lagune e può risalire i fiumi per diversi chilometri, soprattutto in estate.

## Descrizione

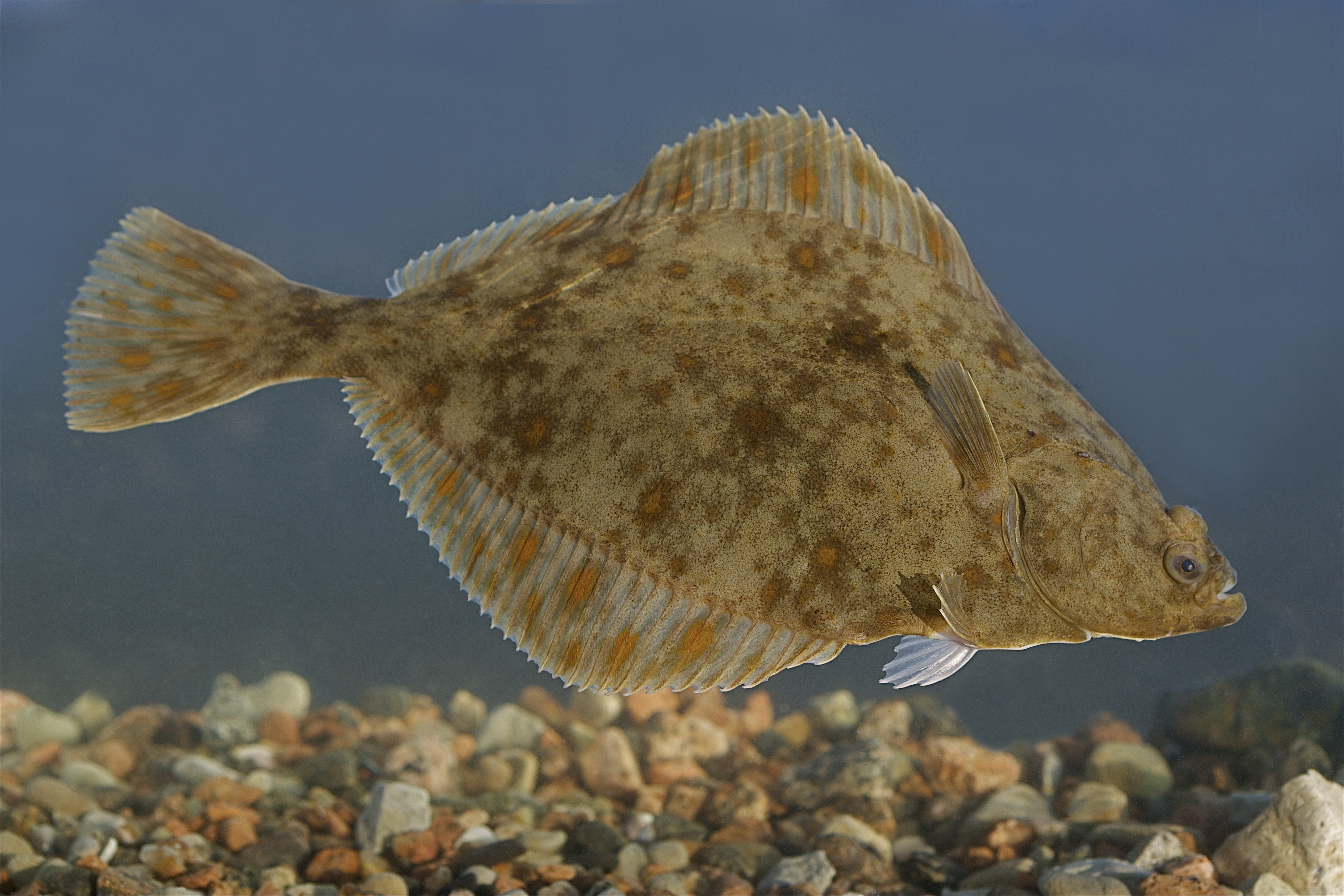
Un esemplare fotografato nei mari dell'Estonia

Ha il non comune aspetto tipico di tutti i pesci piatti, ed anche per questa specie entrambi gli occhi sono sul lato destro del corpo. Il corpo è ovale, meno espanso lateralmente che nel Rombo chiodato.
Lungo la base della pinna dorsale e della pinna anale c'è una fila di squame ingrandite a placchetta spinosa. Dietro la pinna pettorale ci sono alcuni tubercoli simili. La linea laterale è quasi dritta.
Il colore del lato oculare è spesso scuro, marmorizzato o cosparso di macchiette. Il lato cieco è in genere bianco.
Raggiunge al massimo i 40 cm di lunghezza.

## Biologia

### Alimentazione
Si nutre di invertebrati e di piccoli pesci, soprattutto ghiozzi.

### Riproduzione
Avviene in mare in inverno, in grandi gruppi di individui. La femmina può produrre un grande numero di uova, fino a 2.000.000.

## Pesca
È una preda ambita sia dai pescatori professionisti che da quelli sportivi (che la insidiano a fondo a causa delle ottime carni). Nel professionismo si cattura con reti a strascico.